# Triodontus nitidulus
Triodontus nitidulus är en skalbaggsart som beskrevs av Guérin-Méneville 1829. Triodontus nitidulus ingår i släktet Triodontus och familjen Orphnidae. Inga underarter finns listade i Catalogue of Life.